# Општина Корња (Караш-Северин)
Корња (рум. Cornea) општина је у Румунији у округу Караш-Северин.
Oпштина се налази на надморској висини од 310 m.